# La Lanterne (nouvelle)
La Lanterne est une nouvelle de Marcel Aymé, parue dans Candide en 1930.

## Historique
La Lanterne est une nouvelle de Marcel Aymé, parue dans Candide le 15 mars 1930, puis dans son premier recueil de nouvelles Le Puits aux images en avril 1932.

## Résumé
Dans les rues d'Athènes, Diogène cherche un homme avec sa lanterne...